# Kriwoscheino (Tomsk)
Kriwoscheino (russisch Кривоше́ино) ist ein Dorf (selo) in der Oblast Tomsk in Russland mit 5469 Einwohnern (Stand 14. Oktober 2010).

## Geographie
Der Ort liegt etwa 110 km Luftlinie nordwestlich des Oblastverwaltungszentrums Tomsk im südöstlichen Teil des Westsibirischen Tieflands. Er befindet sich am linken Ufer des Ob, dessen zwei etwa gleich große Arme, die die 17 km lange Insel Taschjan umfließen, sich unmittelbar unterhalb des Ortes wieder vereinigen.
Kriwoscheino ist Verwaltungszentrum des Rajons Kriwoscheinski sowie Sitz der Landgemeinde Kriwoscheinskoje selskoje posselenije, zu der außerdem die Dörfer Nowoislambul (11 km nordwestlich) und Schukowo (7 km nördlich) gehören.

## Geschichte
Das Dorf wurde 1826 gegründet. Seit 12. Juli 1924 ist Kriwoscheino Verwaltungssitz eines nach ihm benannten Rajons.

### Bevölkerungsentwicklung
| Jahr | Einwohner |
| ---- | --------- |
| 1939 | 4123      |
| 1959 | 5119      |
| 1970 | 5354      |
| 1979 | 6182      |
| 1989 | 6825      |
| 2002 | 5993      |
| 2010 | 5469      |

Anmerkung: Volkszählungsdaten

## Verkehr
Westlich am Dorf vorbei führt die Regionalstraße 69K-2, die Tomsk mit der etwa 125 km nordnordwestlich von Kriwoscheino gelegenen Stadt Kolpaschewo verbindet. In Tomsk befindet sich auch die nächstgelegene Bahnstation. Das Dorf besitzt eine Anlagestelle am Ob.